# 近藤剛 (神学者)
近藤 剛（こんどう ごう、1974年 - ）は、日本の神学者。京都産業大学教授。

## 人物
兵庫県西宮市出身。1997年、関西学院大学神学部卒業。1999年、関西学院大学大学院神学研究科博士課程前期課程修了。2001年、京都大学大学院文学研究科修士課程修了。2004年、京都大学大学院文学研究科博士後期課程学修認定退学。2007年、博士論文「初期ティリッヒ思想研究」で京都大学博士（文学）学位取得。2009年、評論家の川桐信彦と精神文化学会を創設。2016年、第12回日本シェリング協会研究奨励賞受賞。現在は、京都産業大学文化学部教授であり、ヨーロッパ思想史、宗教学、キリスト教文化論を担当している。同時に、同志社大学文学部嘱託講師である。

## 著 書
- 『哲学と神学の境界 初期ティリッヒ研究』(ナカニシヤ出版） 2011
- 『キリスト教思想断想』(ナカニシヤ出版） 2013
- 『増補版 キリスト教思想断想』(ナカニシヤ出版） 2014
- 『問題意識の倫理』(ナカニシヤ出版） 2015
- 『尚古の思想―反時代的省察』(ナカニシヤ出版） 2023

### 共編著
- 『現代の死と葬りを考える 学際的アプローチ』（編著、ミネルヴァ書房） 2014
- 『大学教育の変貌を考える』（三宅義和, 居神浩, 遠藤竜馬, 松本恵美, 畑秀和共著、ミネルヴァ書房） 2014
- 『現代の結婚と婚礼を考える』(中矢英俊共著、ミネルヴァ書房） 2017